# Irsy László

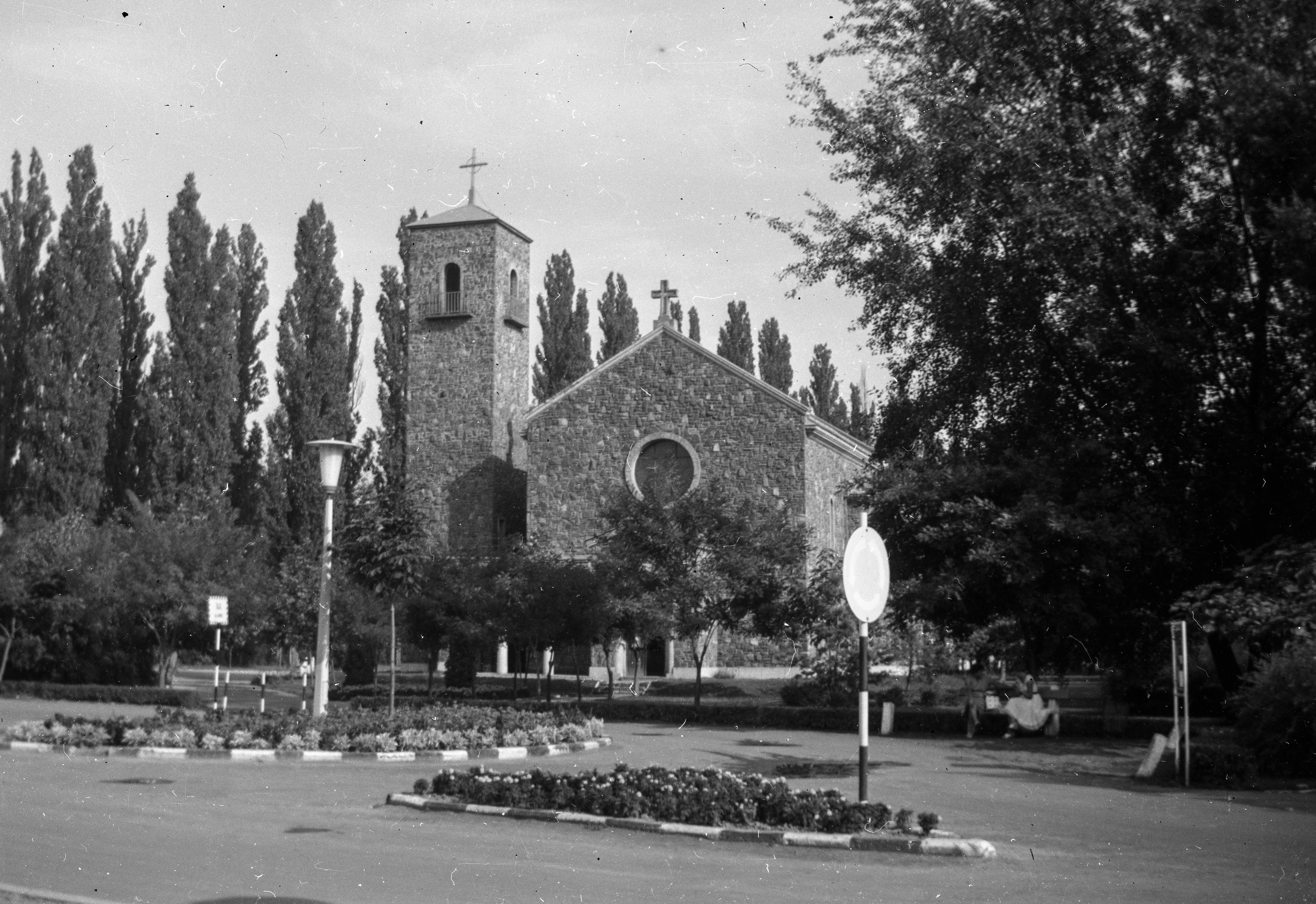
Római katolikus templom, Balatonföldvár

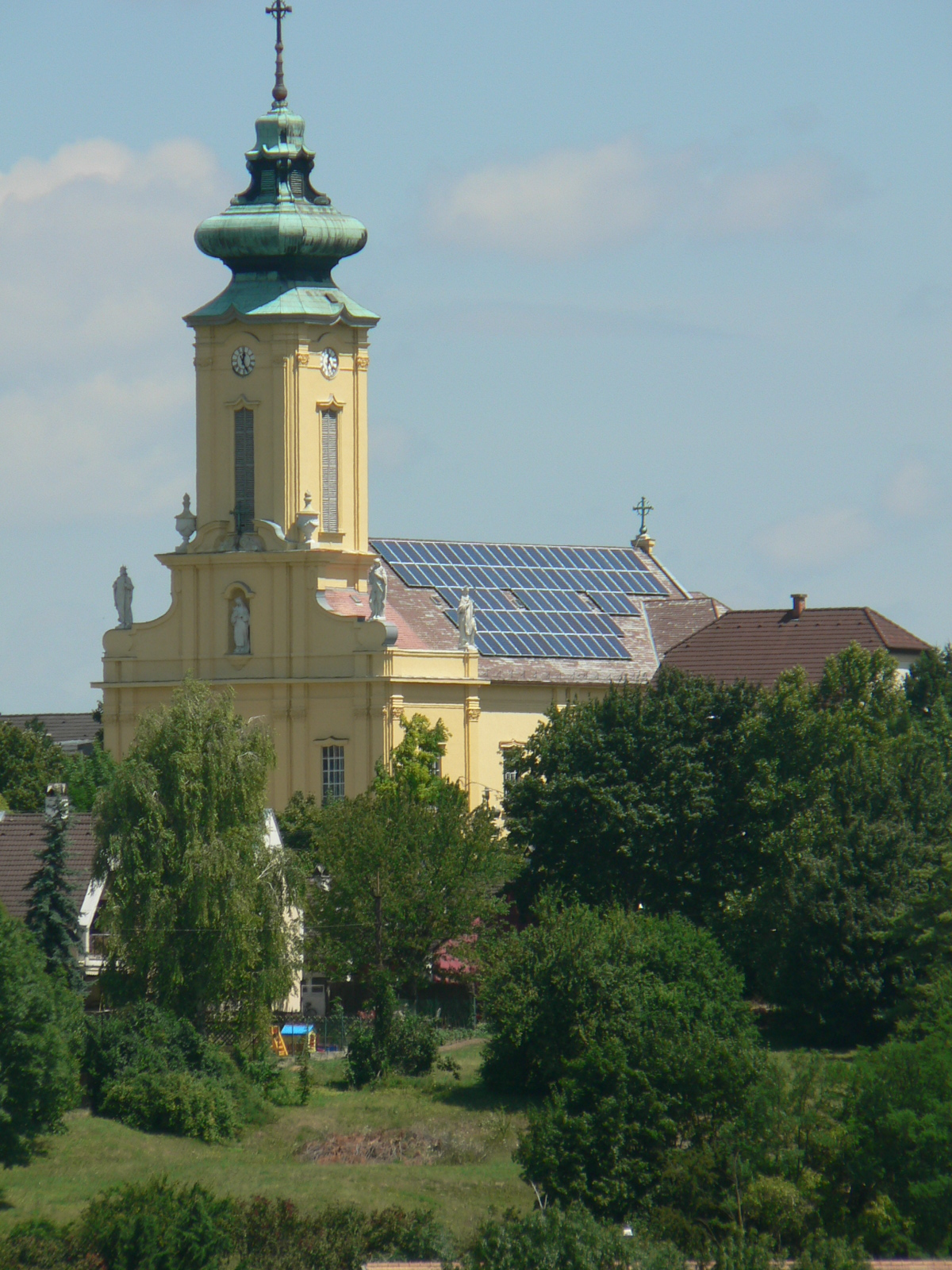
Az Árpád-házi Szent Margit-templom, Veszprém

Irsy László, vitéz (Somlójenő, 1895. szeptember 4. – Budapest, 1981. április 24.) építész, építészeti szakíró.

## Életpályája
Családneve 1930-ig Irsik volt. Az első világháborúban különböző frontokon harcolt. 1921-ben szerzett építészmérnöki oklevelet a budapesti Műegyetemen, ahol 1922–1929 között tanársegéd, majd adjunktus volt (a II. sz. épületszerkezeti tanszéken). 1929-től a budapesti felső építőiskola tanára, 1935–1936 között igazgatója volt. 1930-ban kapott vitézi címet. 1936–1937 között az Iparügyi Minisztérium XV. ügyosztályának helyettes vezetőjeként szolgált. 1937-től a Fővárosi Közmunkák Tanácsának alelnöke volt. 1940–1944 között a Magyar Építőművészet című folyóiratot szerkesztette. 28 tervpályázaton nyert díjat. 1950-től az Erőmű Tervező Iroda építésze, irodavezetője, majd főépítésze volt nyugalomba vonulásáig.

## Épületei
- 18 templomot tervezett:
  - Balatonföldvár
  - Isaszeg
  - Komló
  - Maglód
  - Nagytarcsa
  - Pusztaszabolcs
  - Rákoshegy
  - Szilasbalhás
  - Veszprém, Árpád-házi Szent Margit Templom stb.
- a Katholikus Tanáregyesület székháza
- a Szent Gellért Kollégium (Budapest)
- az alberti és ordasi elemi iskola
- a kereskedelemügyi minisztérium üdülőháza

Tervben maradt:
- 1928: Fővárosi Szeretet Otthon (ma: Bajcsy-Zsilinszky Kórház), Budapest, Maglódi út 89-91.[3]

## Főbb írásai
- A családi ház (Budapest, 1930)
- Községeink és városaink rendezése (Budapest, 1945)